# コナクリ
コナクリ（フランス語: Conakry）は、ギニア共和国の首都。ギニア最大の都市であり、大西洋に面した港湾都市でもある。

## 概要
当初は、ロス諸島の小さな島の一つであったトンボ島(Tombo island)に建設された町であったが、次第に大陸側のカルーム半島(Kaloum Peninsula)へと拡大した。
2014年の人口は約166万人。

## 歴史
最初にトンボ島で入植が開始され、カルーム半島へと拡大した。 
1885年、コナクリとブビネ(Boubinet)を合わせた人口は500人足らずであった。
1887年、トンボ島の支配者がイギリスからフランスに変わった後に、町は設立した。
1904年、コナクリはフランス領ギニアの首都となり発展した。
特にカンカンに至る鉄道が整備されて内陸部からピーナッツの大量輸送が行われるようになり、貿易港として繁栄した。

## 地理
大西洋に面している。もともとトンボ島が中心地であったが、堤防でつながっているカルーム半島に拡大している。沖合にはロス諸島がある。

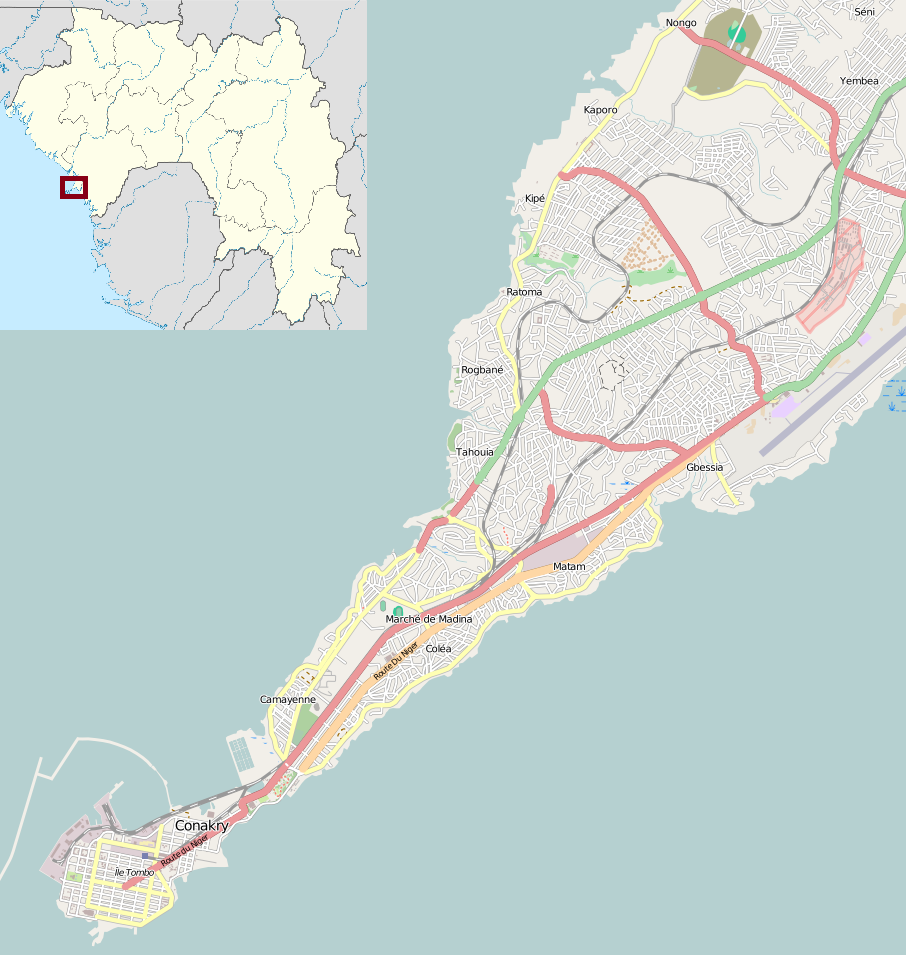
コナクリの位置図

## 気候
ケッペンの気候区分によると、当地は熱帯モンスーン気候に分類される。
雨季と乾季が有る。
西アフリカの大部分の例にもれず、当地の乾季はハルマッタンの影響で12月から4月まで続く。
そのためこの間の降水量は少ない。
しかし西アフリカの大部分とは違い、当地の雨季は熱帯モンスーンの影響でたいへんな降水量である。
結果当地の年降水量はほぼ3,800mmにまで押し上げられる。
| コナクリ（1961年 - 1990年）の気候 | コナクリ（1961年 - 1990年）の気候 | コナクリ（1961年 - 1990年）の気候 | コナクリ（1961年 - 1990年）の気候 | コナクリ（1961年 - 1990年）の気候 | コナクリ（1961年 - 1990年）の気候 | コナクリ（1961年 - 1990年）の気候 | コナクリ（1961年 - 1990年）の気候 | コナクリ（1961年 - 1990年）の気候 | コナクリ（1961年 - 1990年）の気候 | コナクリ（1961年 - 1990年）の気候 | コナクリ（1961年 - 1990年）の気候 | コナクリ（1961年 - 1990年）の気候 | コナクリ（1961年 - 1990年）の気候 |
| 月                                | 1月                               | 2月                               | 3月                               | 4月                               | 5月                               | 6月                               | 7月                               | 8月                               | 9月                               | 10月                              | 11月                              | 12月                              | 年                                |
| --------------------------------- | --------------------------------- | --------------------------------- | --------------------------------- | --------------------------------- | --------------------------------- | --------------------------------- | --------------------------------- | --------------------------------- | --------------------------------- | --------------------------------- | --------------------------------- | --------------------------------- | --------------------------------- |
| 平均最高気温 °C （°F）            | 32.2 (90)                         | 33.1 (91.6)                       | 33.4 (92.1)                       | 33.6 (92.5)                       | 33.2 (91.8)                       | 31.8 (89.2)                       | 30.2 (86.4)                       | 29.9 (85.8)                       | 30.6 (87.1)                       | 30.9 (87.6)                       | 32.0 (89.6)                       | 32.2 (90)                         | 31.92 (89.48)                     |
| 日平均気温 °C （°F）              | 26.1 (79)                         | 26.5 (79.7)                       | 27.0 (80.6)                       | 27.4 (81.3)                       | 27.5 (81.5)                       | 26.5 (79.7)                       | 25.5 (77.9)                       | 25.2 (77.4)                       | 25.6 (78.1)                       | 26.3 (79.3)                       | 27.0 (80.6)                       | 26.6 (79.9)                       | 26.43 (79.58)                     |
| 平均最低気温 °C （°F）            | 19.0 (66.2)                       | 20.2 (68.4)                       | 21.2 (70.2)                       | 22.0 (71.6)                       | 20.7 (69.3)                       | 20.2 (68.4)                       | 20.4 (68.7)                       | 20.8 (69.4)                       | 20.7 (69.3)                       | 20.4 (68.7)                       | 21.0 (69.8)                       | 20.1 (68.2)                       | 20.56 (69.02)                     |
| 降水量 mm （inch）                | 1 (0.04)                          | 1 (0.04)                          | 3 (0.12)                          | 22 (0.87)                         | 137 (5.39)                        | 396 (15.59)                       | 1,130 (44.49)                     | 1,104 (43.46)                     | 617 (24.29)                       | 295 (11.61)                       | 70 (2.76)                         | 8 (0.31)                          | 3,784 (148.97)                    |
| 平均降水日数                      | 0                                 | 0                                 | 0                                 | 2                                 | 9                                 | 18                                | 27                                | 27                                | 22                                | 17                                | 6                                 | 1                                 | 129                               |
| 平均月間日照時間                  | 223.2                             | 224.0                             | 251.1                             | 222.0                             | 207.7                             | 155.0                             | 108.5                             | 86.8                              | 135.0                             | 189.1                             | 207.0                             | 213.9                             | 2,223.3                           |
| 出典：Hong Kong Observatory,      |                                   |                                   |                                   |                                   |                                   |                                   |                                   |                                   |                                   |                                   |                                   |                                   |                                   |

## 経済
ギニアの経済の中心地で、コナクリ港からボーキサイトを輸出している。産業としては食品、セメント、金属、燃料などがある。

## 交通

### 空港
- コナクリ国際空港

### 鉄道
- Conakry Express
- Chemin de fer de Conakry à Kankan

## 教育

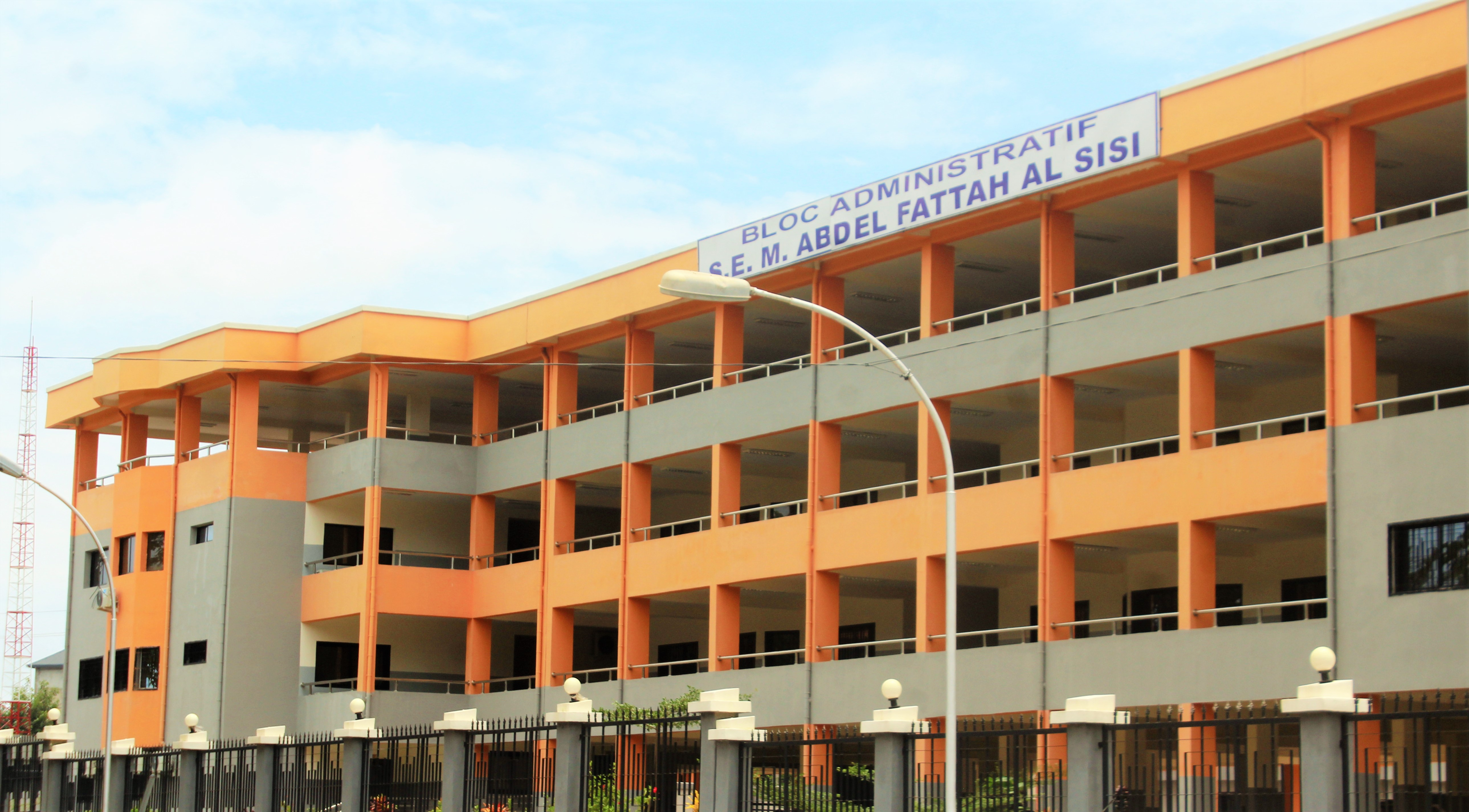

- 国立コナクリ大学 - オスマン・サンコンの卒業した大学。現在は理工科系の大学。
- ソンフォニア大学 - 文科系の国立大学。
- Université Gamal Abdel Nasser de Conakry
- Université Général Lansana Conté
- Université Kofi Annan de Guinée
- Université Nongo Conakry
- Université Thierno Amadou Diallo

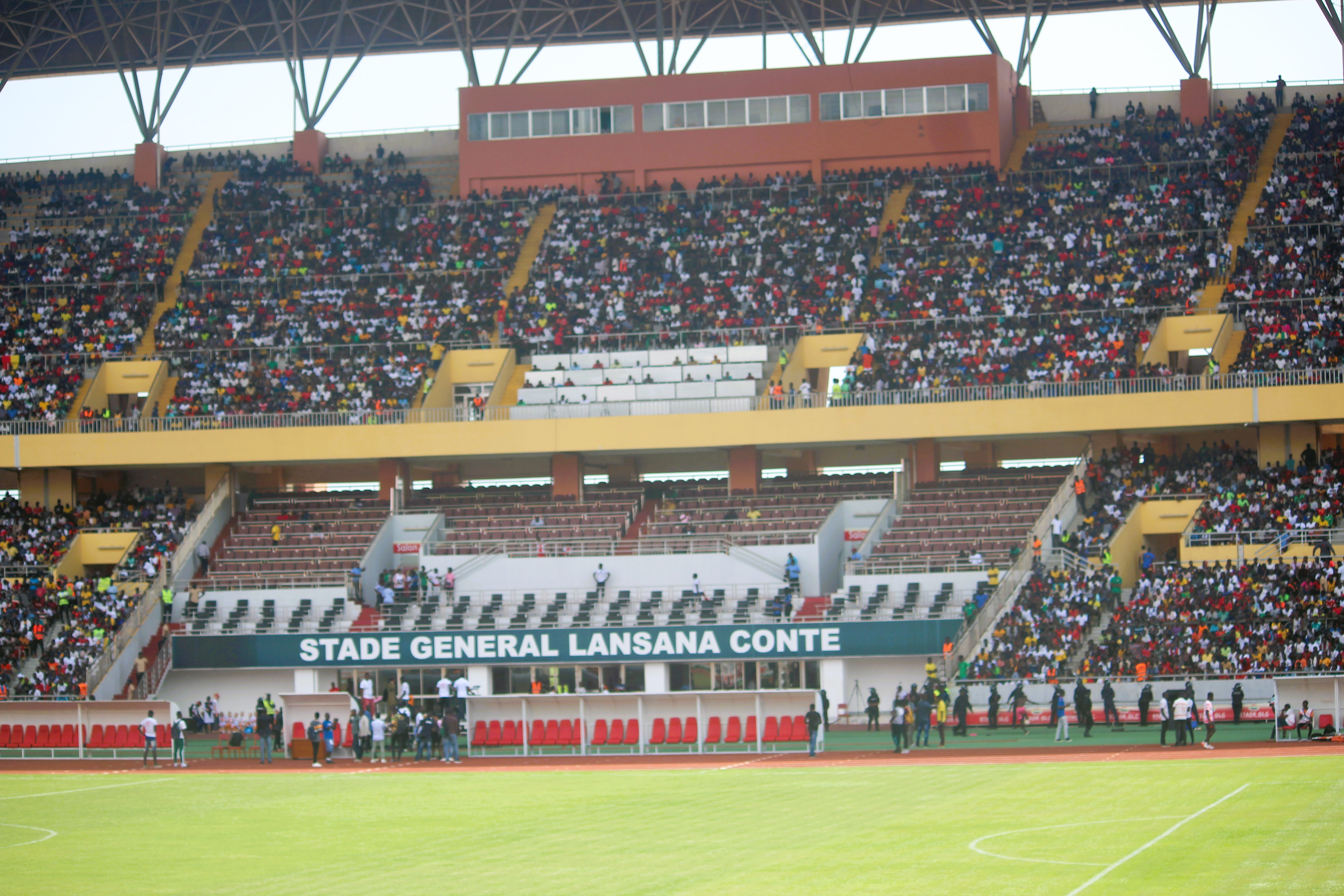

## スポーツ
コナクリにはいくつかのサッカークラブがある。
- オロヤAC
- アフィアFC
- ASカローム・スター
- Atlético de Coléah

## 姉妹都市
- クリーブランド（アメリカ合衆国オハイオ州）

## コナクリ出身の人物
- ラサネ・バングラ - サッカー選手
- ママ・アダマ・カマラ - 歌手、ダンサー
- セクバ・コナテ - 軍人、政治家
- ナビケイタ-サッカー選手